# Иригойен, Матиас де
Матиас де Иригойен (исп. Matías de Irigoyen), при рождении — Матиас Мигель де Иригойен де ла Кинтана Риглос (исп. Matías Miguel de Irigoyen de la Quintana Riglos; 25 февраля 1781, Буэнос-Айрес, Вице-королевство Рио-де-ла-Плата — 20 сентября 1839, Буэнос-Айрес, Аргентинская конфедерация) — аргентинский военный офицер, политик и государственный служащий, участник Майской революции 1810 года и войны за независимость Аргентины. Некоторое время он занимал государственные должности, такие как третий номинальный триумвир, губернатор-интендант и губернатор провинции Буэнос-Айрес.

## Биография
Родился 25 февраля 1781 года в Буэнос-Айресе. Восьмой сын Игнасио Иригойена Эченике (1728—1784), занимавшего разные гражданские должности в Буэнос-Айресе, и Франсиски де ла Кинтаны Риглос (1734—1815). Его старшим братом был аргентинский военный и начальник полоиции Мигель де Иригойен (1764—1822).
В детстве он путешествовал по Испании, где смог принять участие в Трафальгарской битве 1805 года. Он вернулся в Буэнос-Айрес в 1809 году и принял участие в Майской революции. Он был первым послом, назначенным правительством Революции в Европе. Проехав через Рио-де-Жанейро, где он встретился с британским послом лордом Стрэнгфордом, он продолжил путь в Лондон, где добился относительного успеха в своих усилиях.
Когда 2 марта 1812 года был создан Артиллерийский полк Отечества, Матиас де Иригойен был его старшиной. Он участвовал во Второй освободительной экспедиции Восточной банды во главе артиллерийского дивизиона.
В период с 18 по 20 апреля 1815 года вместе с Хосе де Сан Мартином и Мануэлем де Сарратеа он присоединился к недолговечному Третьему триумвирату после свержения верховного правителя Карлоса Марии де Альвеара. Однако назначение Игнасио Альвареса Томаса на пост верховного директора положило конец этому триумвирату.
В июле 1816 года вместе с Антонио де Эскаладой, тестем Хосе де Сан-Мартина, он сформировал Высшую управляющую комиссию до прибытия верховного директора, назначенного Тукуманским конгрессом, Хуана Мартина де Пуэйрредона.
В 1817—1820 годах Матиас де Иригойен занимал должность военного и военно-морского министра Соединенных провинций Рио-де-ла-Плата во время правления Хуана Мартина де Пуэйрредона, Хосе Рондо и Хуана Педро Агирре. После битвы при Сепеде в феврале 1820 года он был назначен губернатором Буэнос-Айреса с 9 по 11 февраля этого месяца.
После роспуска Директории и образования провинциальных штатов Иригойен был избран временным губернатором новой провинции Буэнос-Айрес до прихода к власти Мануэля де Сарратеа с 11 по 18 февраля 1820 года.
9 марта того же года, во время отсутствия губернатора Хуана Рамона Балькарсе, доктор Мигель Мариано де Вильегас назначил его делегатом по внутренней обороне, одновременно избрав надзорный суд.
Матиас де Иригойен скончался в городе Буэнос-Айрес, столице тогдашней Аргентинской Конфедерации, в 1839 году.

## Наследие
В его честь ВМС Аргентины назвали корабль — авизо ARA Comandante General Irigoyen; ныне это корабль-музей.